# 벨로 숲 전투

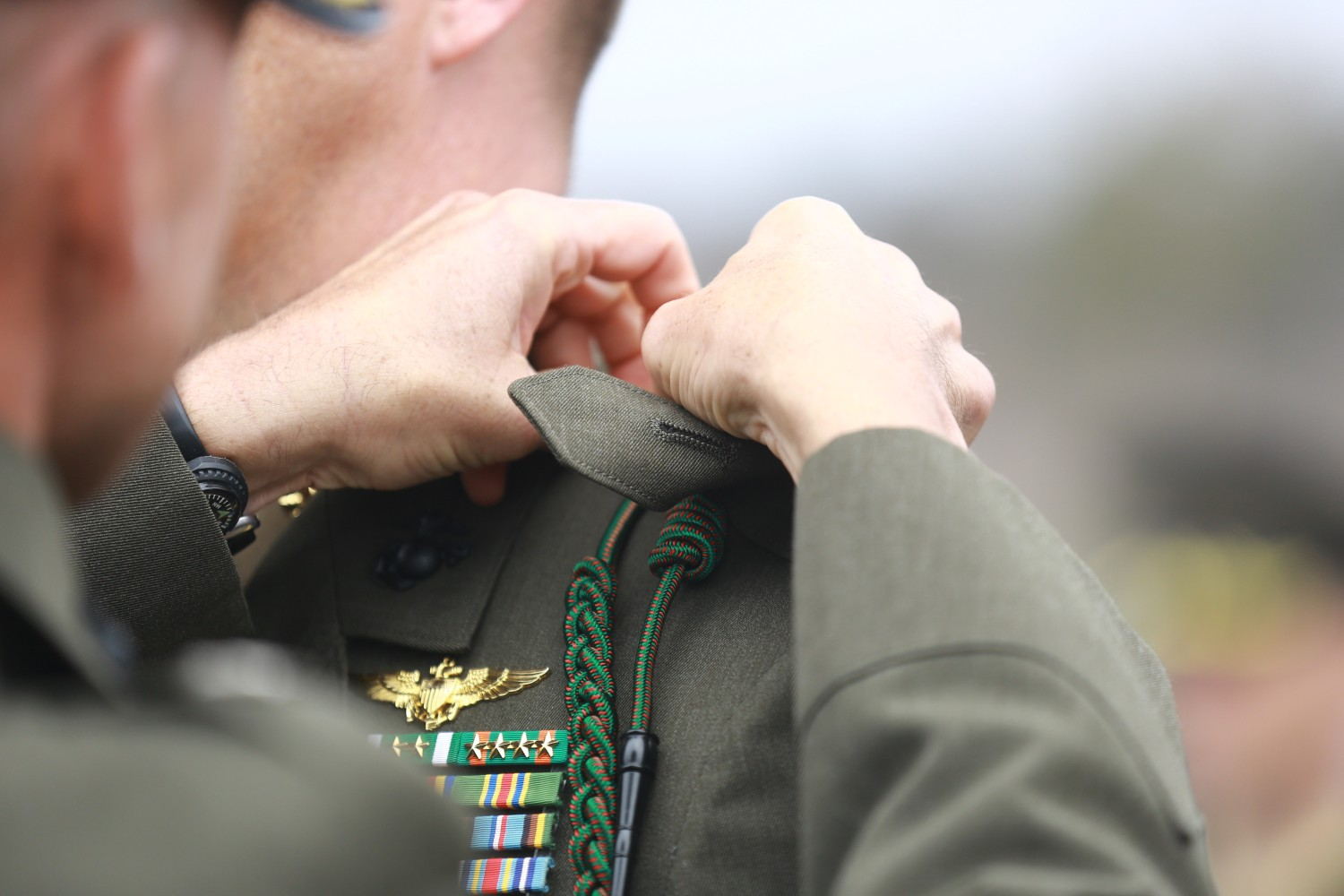
미해병5연대는 미해병6연대와 함께, 프랑스 푸라제르를 수여받았다. 끈으로 된 부대 훈장이다.

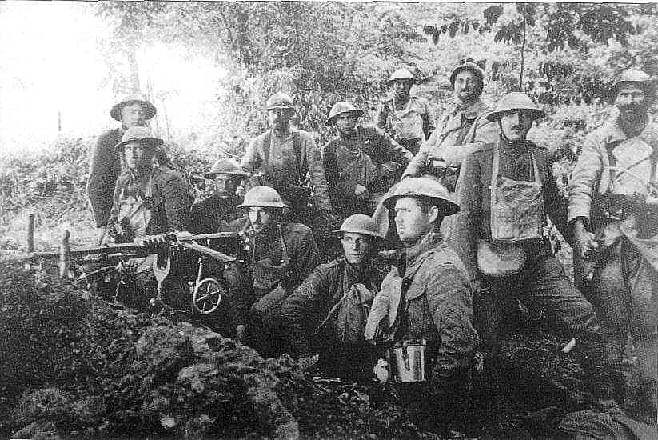
미해병6연대 77중대 대원들

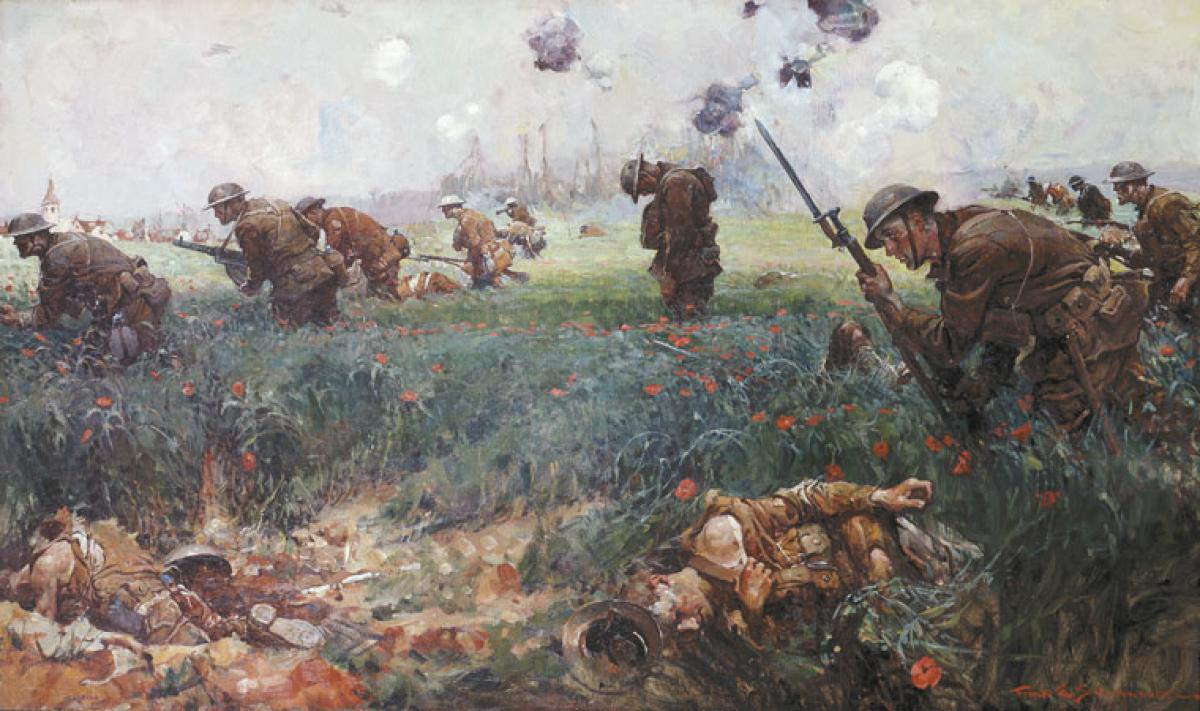
프랭크 슈노버의 그림

벨로 숲 전투(Battle of Belleau Wood)는 1차대전 중에 프랑스 마른강 인근 벨로 숲에서 발생한 독일군과 프랑스군과의 전투이다.

## 역사
1918년 6월 1일부터 26일까지 26일간의 전투였다. 벨로 숲 전투는 미국 해병대가 26일간의 혈투 끝에 파리로 진격하던 독일군을 격퇴한 유명한 전투다. 당시 미 해병대는 프랑스 북부 벨로 숲에서 26일 동안 혈전을 벌인 끝에 독일군을 격퇴했었다. 이 전투에서 미군은 1800여명이 전사하고 9000여명이 부상을 입었지만 수배의 독일군을 사살하며 독일군의 공세를 저지했다.
21세기 한국을 지키고 있는 제2보병사단 (미국)이 참전했다. 연합군의 구성은 다음과 같다. 해병대는 2사단 소속으로 참전했다. 그러나, 연합군은 참전부대만 그렇다는 것이고, 실제로는 미해병5연대, 미해병6연대와 독일군의 전투였다.
- 제2보병사단 (미국)
  - 제9보병연대 (미국)
  - 제23보병연대 (미국)
  - 미해병5연대
  - 미해병6연대
- 제3보병사단 (미국)
- 프랑스 육군 제6군
- 영국 육군 제9군단

반면에, 프랑스를 침략중이던 독일군은 5개 육군 사단이 벨로 숲 전투에 참여했다.
- 독일 육군 237사단
- 독일 육군 10사단
- 독일 육군 197사단
- 독일 육군 87사단
- 독일 육군 28사단

오늘날 미해병은 별명이 데빌 독(en:Devil Dog), 악마견인데, 벨로 숲 전투에서 독일군이 토이펠스훈데(Teufelshunde)라고 붙인 별명이다. 처음 보는 기관포진지를 단발 소총으로 공격해 고지를 점령했다. 미해병대 역사상 최악의 피해를 입고서도, 결국 독일군을 물리쳤다. 현재 미해병대의 마스코트는 불도그이다.

## 기념

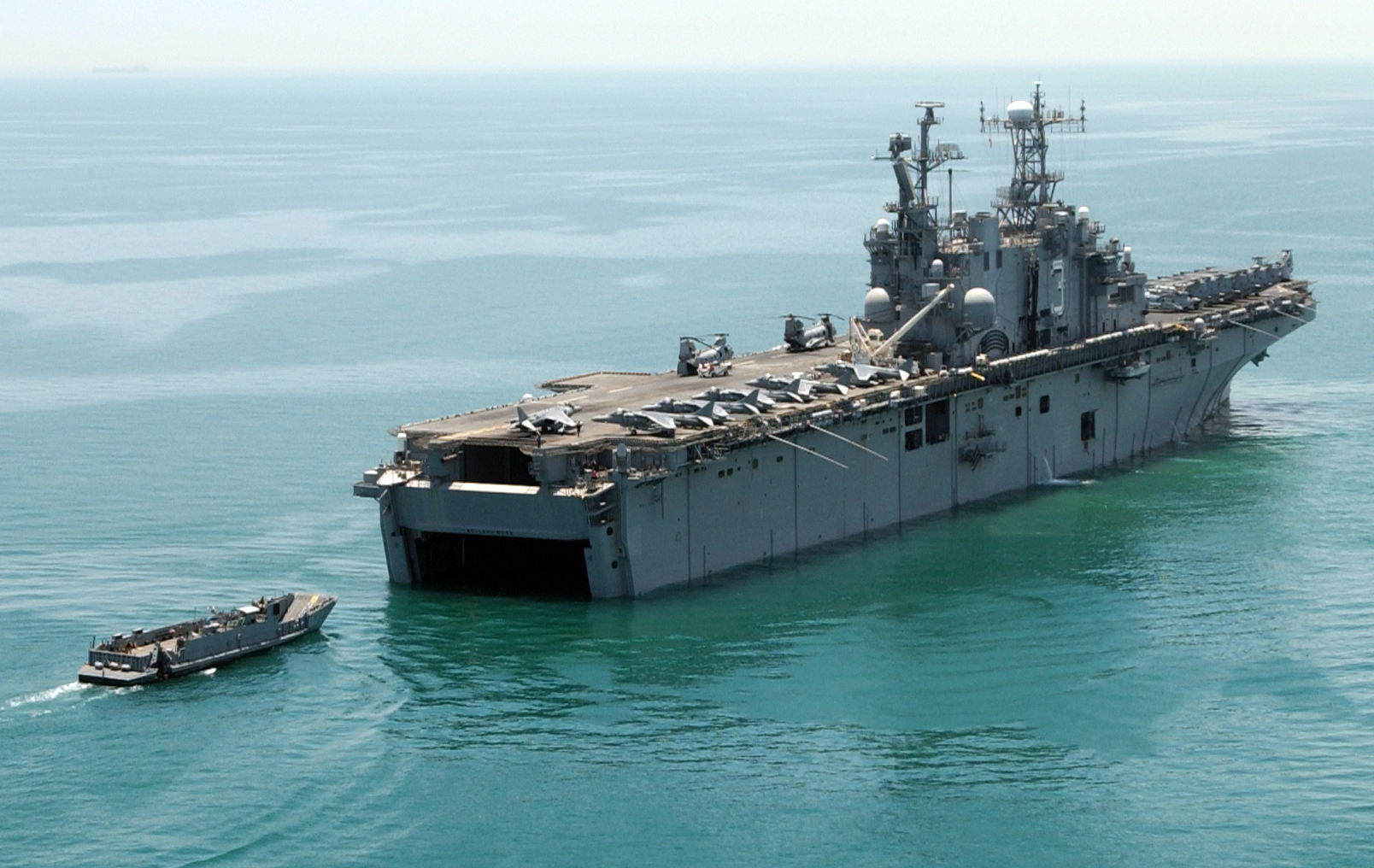
USS 벨로 우드 (LHA-3) 강습상륙함

미국 해군은 벨로 우드를 기념하기 위해, 군함 이름으로 사용했다. 최초는 USS 벨로 우드 (CVL-24) 경항공모함이다. 인디펜던스급 항공모함으로 경하배수량 11,000톤, 만재배수량 15,100톤이다. 한국의 독도함과 비슷한 무게이다. 사용후에 프랑스 해군에 임대해 주었다. 두번째는 USS 벨로 우드 (LHA-3) 강습상륙함이다. 타라와급 강습상륙함으로, 2005년에 퇴역했다.

## 트럼프 대통령

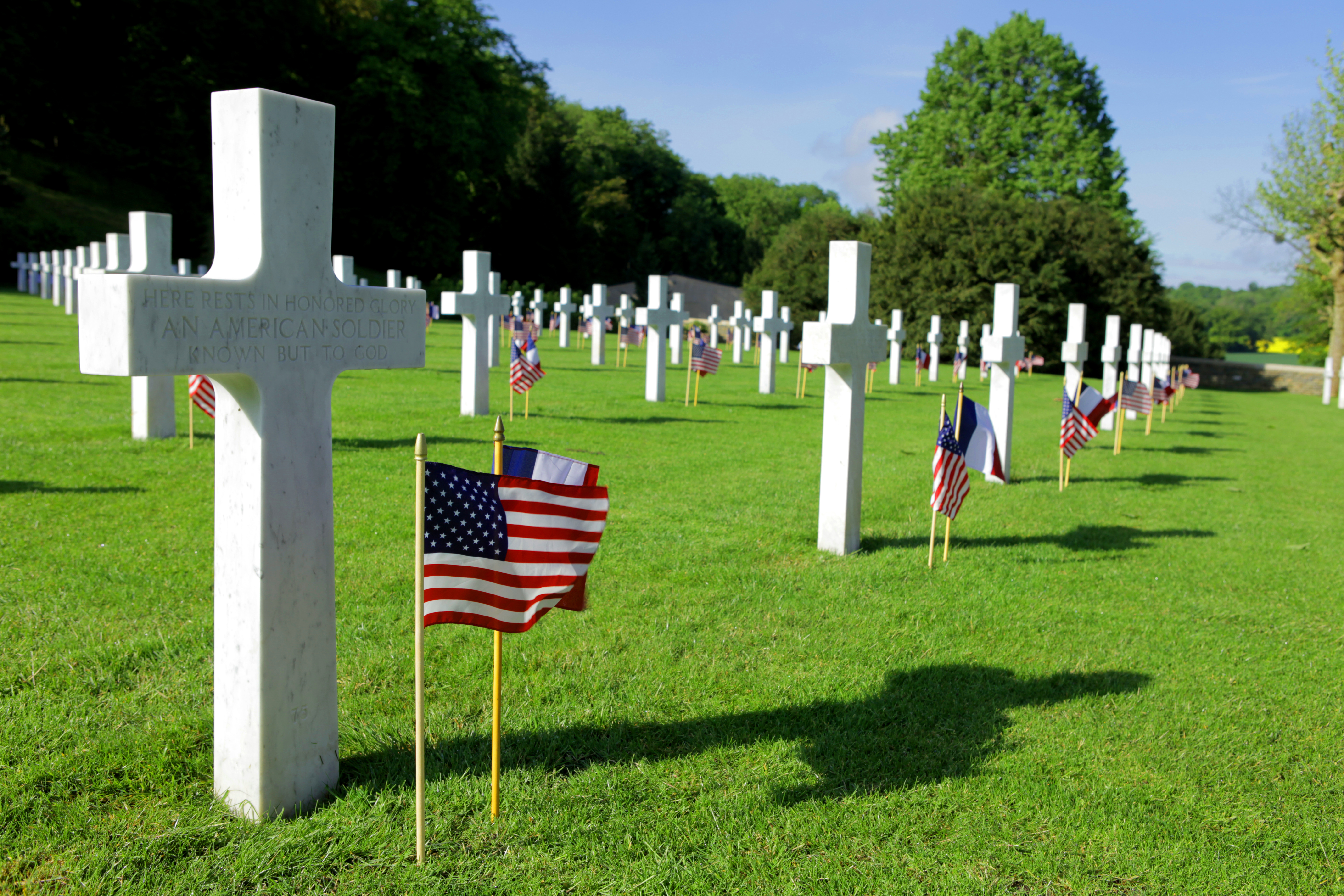
앤마른 미군 묘지

2018년 11월 1차대전 100주년 기념으로 도널드 트럼프 대통령이 프랑스를 방문했다. 당시 트럼프 대통령은 제1차 세계대전의 '벨로 숲 전투'에서 전사한 미군이 묻힌 프랑스 벨로의 앤마른 미군 묘지(en:Aisne-Marne American Cemetery and Memorial)를 참배할 예정이었으나 악천후로 인해 헬리콥터 운행이 어렵다는 이유로 일정을 취소했다. 앤마른은 1918년 벨로숲 전투에서 독일군에 맞서다 전사한 미 해병대 1800명이 안장된 곳이다.
2020년 9월 3일, 디 애틀랜틱은 익명의 취재원들을 인용, 트럼프 대통령이 2018년 프랑스 방문 중 1차 세계대전에서 숨진 미군 장병들을 "패배자들(loser)" "호구들(suckers)"이라고 불렀다는 보도를 했다.
디 애틀랜틱은 트럼프 대통령이 "비 오는 날 헤어스타일이 망가질 수 있다"는 이유로 프랑스 내 미군 묘지 참배 일정을 취소했다고 보도했다. 또 참모들에게 "내가 왜 패배자(loser)로 가득 차 있는 저 묘지에 가야 하느냐"고 말하며 전몰자를 "호구(sucker)"로 불렀다고 전했다.
트럼프 대통령은 부인하면서 가짜뉴스라며 디 애틀랜틱을 맹비난했다. 이로 인해, 전세계에, 오래전의 벨로 숲 전투가 알려지게 되었다.